# Eggon
Eggon (auch Egon, Ero, Mo Egon, Mada oder Mada Eggon) ist eine platoide Sprache, welche in Nigeria gesprochen wird.
Die Sprache wird von 140.000 Menschen im Bundesstaat Nassarawa in Zentralnigeria gesprochen, und zwar in den Local Government Areas von Akwanga, Lafia und Nassarawa-Eggon.
In den 1920er Jahren sprachen insgesamt 41.276 Einwohner der britischen Kolonie Nigeria Eggon. 1971 sprachen inzwischen 52.000 Menschen das Eggon. Die exakte Zahl der Eggon-Sprecher wurde 1985 auf etwas weniger als 200.000 geschätzt.
Eggon ist geteilt zwischen 25 untereinander verständlichen Dialekten und einem sechsundzwanzigsten Idiom Madantara, welches ohne besonderes Lernen nicht verständlich ist (ähnlich wie zwischen den bundesdeutschen bzw. österreichischen Mundarten und dem Schweizerdeutschen). Das Kagbu ist der Hauptdialekt. Die Sprache 'Madantara' wird von einer Gruppe der Eggon östlich von Nassarawa-Eggon gesprochen und ist suffizient anders als die anderen Dialekte, sodass es eine eigene Sprache bildet.
Das am frühesten geschriebene Material in Eggon stammt aus dem Jahre 1937. Der Dialekt, welcher für die Bibelübersetzung ausgesucht wurde, basiert auf dem Dialekt Wana, auch wenn es durch Formen anderer Dialekte ergänzt und in einer Art künstliches Eggon, welches nicht auf der gesprochenen Sprache einer bestimmten Gruppe basiert, verschriftlicht wurde. Ein Gesangbuch, ein Lesebuch und eine Fibel wurden vorbereitet, und die Übersetzung des Neuen Testaments wurde im Jahre 1974 fertiggestellt. Die Rechtschreibung ab 1974 ist etwas anders als die früherer Veröffentlichungen.
Eggon wurde lange Zeit in Kirchen verwendet, in letzter Zeit allerdings nur noch in den abgeschiedeneren Regionen, da es mehr und mehr durch die Sprache Hausa und vor allem durch die Amtssprache Englisch in allen Einrichtungen entlang den Verkehrsgebieten ersetzt wird. Es gibt eine kleine Bewegung, welche die Sprache Eggon wiederbeleben will. Ein Beweis dafür ist die jüngste Veröffentlichung neuen Materials in Eggon: Ein Buch über Geschichte und die Bräuche sowie eine Frauenzeitschrift, die dazu bestimmt ist regelmäßig zu erscheinen.
Ein Problem dabei ist, dass es kein etabliertes Schreibsystem gibt und solche Veröffentlichungen sind nicht so einfach zu lesen, wie es auf den ersten Blick scheint. Dennoch ist es möglich, dass Eggon zu einer wichtigen Sprache für die literarische Entwicklung streben kann. Das Eggon zählt zu den Plateau-Sprachen.